# Max Goldinger
 (septembre 2023).
La mise en forme du texte ne suit pas les recommandations de Wikipédia : il faut le « wikifier ».
Les points d'amélioration suivants sont les cas les plus fréquents. Le détail des points à revoir est peut-être précisé sur la page de discussion.
- Les titres sont pré-formatés par le logiciel. Ils ne sont ni en capitales, ni en gras.
- Le texte ne doit pas être écrit en capitales (les noms de famille non plus), ni en gras, ni en italique, ni en « petit »…
- Le gras n'est utilisé que pour surligner le titre de l'article dans l'introduction, une seule fois.
- L'italique est rarement utilisé : mots en langue étrangère, titres d'œuvres, noms de bateaux, etc.
- Les citations ne sont pas en italique mais en corps de texte normal. Elles sont entourées par des guillemets français : « et ».
- Les listes à puces sont à éviter, des paragraphes rédigés étant largement préférés. Les tableaux sont à réserver à la présentation de données structurées (résultats, etc.).
- Les appels de note de bas de page (petits chiffres en exposant, introduits par l'outil «  Source ») sont à placer entre la fin de phrase et le point final[comme ça].
- Les liens internes (vers d'autres articles de Wikipédia) sont à choisir avec parcimonie. Créez des liens vers des articles approfondissant le sujet. Les termes génériques sans rapport avec le sujet sont à éviter, ainsi que les répétitions de liens vers un même terme.
- Les liens externes sont à placer uniquement dans une section « Liens externes », à la fin de l'article. Ces liens sont à choisir avec parcimonie suivant les règles définies. Si un lien sert de source à l'article, son insertion dans le texte est à faire par les notes de bas de page.
- La présentation des références doit suivre les conventions bibliographiques. Il est recommandé d'utiliser les modèles {{Ouvrage}}, {{Chapitre}}, {{Article}}, {{Lien web}} et/ou {{Bibliographie}}. Le mode d'édition visuel peut mettre en forme automatiquement les références.
- Insérer une infobox (cadre d'informations à droite) n'est pas obligatoire pour parachever la mise en page.

Pour une aide détaillée, merci de consulter Aide:Wikification.
Si vous pensez que ces points ont été résolus, vous pouvez retirer ce bandeau et améliorer la mise en forme d'un autre article.
Max Goldinger, né le 10 novembre 1908 à Homburg (Suisse) et mort le 19 juin 1988 à Trogen (Suisse), est un poète, dessinateur et sculpteur d'art brut suisse.

## Biographie
À la suite d'un séjour en hôpital psychiatrique, après la Seconde Guerre mondiale, Max Goldinger rencontre à Berne, au début des années 1970, l'artiste céramiste et dessinatrice Esther Tanner et son mari typographe et musicien Ficht Tanner avec lesquels il se lie d'amitié.
Artiste autodidacte, et ne sachant ni lire ni jouer de la musique, Max Goldinger réalise des  "instruments de musique imaginaires constitués de matériaux de récupération": il les assemble avec des morceaux de bois, des bouts de fil, des boites de conserve, des clous, des vis, faisant ainsi des "lyres miniatures", des "violons et des harpes compacts".
Max Goldinger dessinait et écrivait aussi des poésies, que le typographe Ficht Tanner s'était proposé d'éditer sur sa presse, à Kirchlindach. Le premier recueil de Max Goldinger, 19 Gedichte, illustré de ses dessins, a ainsi été imprimé à Kirchlindach en 1978 à 500 exemplaires, reliés et cousus à la main par le couple d'amis artistes Esther Tanner et Ficht Tanner, qui lui permirent également d'exposer ses oeuvres pour la première fois à 75 ans, en 1983, dans leur galerie à Morat, la Galerie Ringmauer. Son deuxième recueil de poésies et de dessins, Festscrift, l'artiste Ficht Tanner en réalise également la typographie et le fait éditer dans une imprimerie à Aarau en 1981.
L'appartement-atelier de Max Goldinger à Goldach, nous est aujourd'hui connu grâce aux précieuses photographies d'Esther et de Ficht Tanner, réalisées lors de leurs visites régulières: "à l'image de ses sculptures, l'intérieur de l'appartement de Max Goldinger était entièrement structuré comme une gigantesque toile d'araignée, une multitude de fils et de ficelles de toutes sortes reliant chaque partie du mobilier, lit, tables, chaises, câbles de lampes, placards et étagères, et seul un petit couloir entre ce savant tissage brut permettait à l'artiste de se faufiler chez lui".
Plusieurs de ses oeuvres sont aujourd'hui conservées au musée d'art brut de Saint-Gall, le Openartmuseum, toutes issues de la donation du couple de collectionneurs suisses Mina et Josef John qui les ont eux-mêmes acquis directement de l'artiste en 1983 à la Galerie Ringmauer. 

## Réception
"Si Max Goldinger avait été découvert par Breton, il serait célèbre. (...) Petit homme bossu de 75 ans, ajustant son 'instrument de musique' de sa création, fait de bric et de broc, le tout tenu ensemble par des fils de fer qu'il tente d'accorder. (...) Il vous tend une plaquette intitulée Festschrift qu'il appelle son 'poème humoristique pour la paix', parce qu'il est contre la bombe et contre les politiciens (...). Grâce à Ficht et Esther Tanner, artistes tous les deux, cette longue vie souterraine est exposée pour la première fois. Le petit homme rit tout le temps." 
- La Liberté Fribourg, 1983

"Max Goldinger pousse jusqu'aux limites de l'identifiable. Le bricolage serré et compact qui assure la tenue du tout, fait d'une multitude d'éléments hétérogènes de fer ou de fil, n'est pas sans évoquer les fusils d'André Robillard voire les paquets de fils denses et tendus de Judith Scott."
- Anne Boissière, "Instruments de musique ?", in Danser Brut, Musée LaM, 2018

## Expositions (non exhaustif)
- 1983 : Galerie Ringmauer, Morat (Suisse), exposition Max Goldinger (23 janvier - 13 février)[10];
- 2007 : Museum im Lagerhaus, Saint-Gall (Suisse), exposition Aussensaiter: Max Goldinger (30 avril - 8 juillet) ;
- 2014 : Fondation Würth, Rorschach (Suisse), exposition Kunst der Aussenseiter[11];
- 2015 : Openartmuseum (ancien Museum im Lagerhaus), Saint-Gall, exposition The Mina and Josef John Collection[12];
- 2018 : Musée LaM, Villeneuve-d'Ascq (France), exposition Danser brut[13];
- 2021 : Haus Appenzell, Zurich (Suisse), exposition Trash Art[14];
- 2025: Halle Saint Pierre, Paris (France), exposition l'Etoffe des rêves: création textile[15];

## Bibliographie

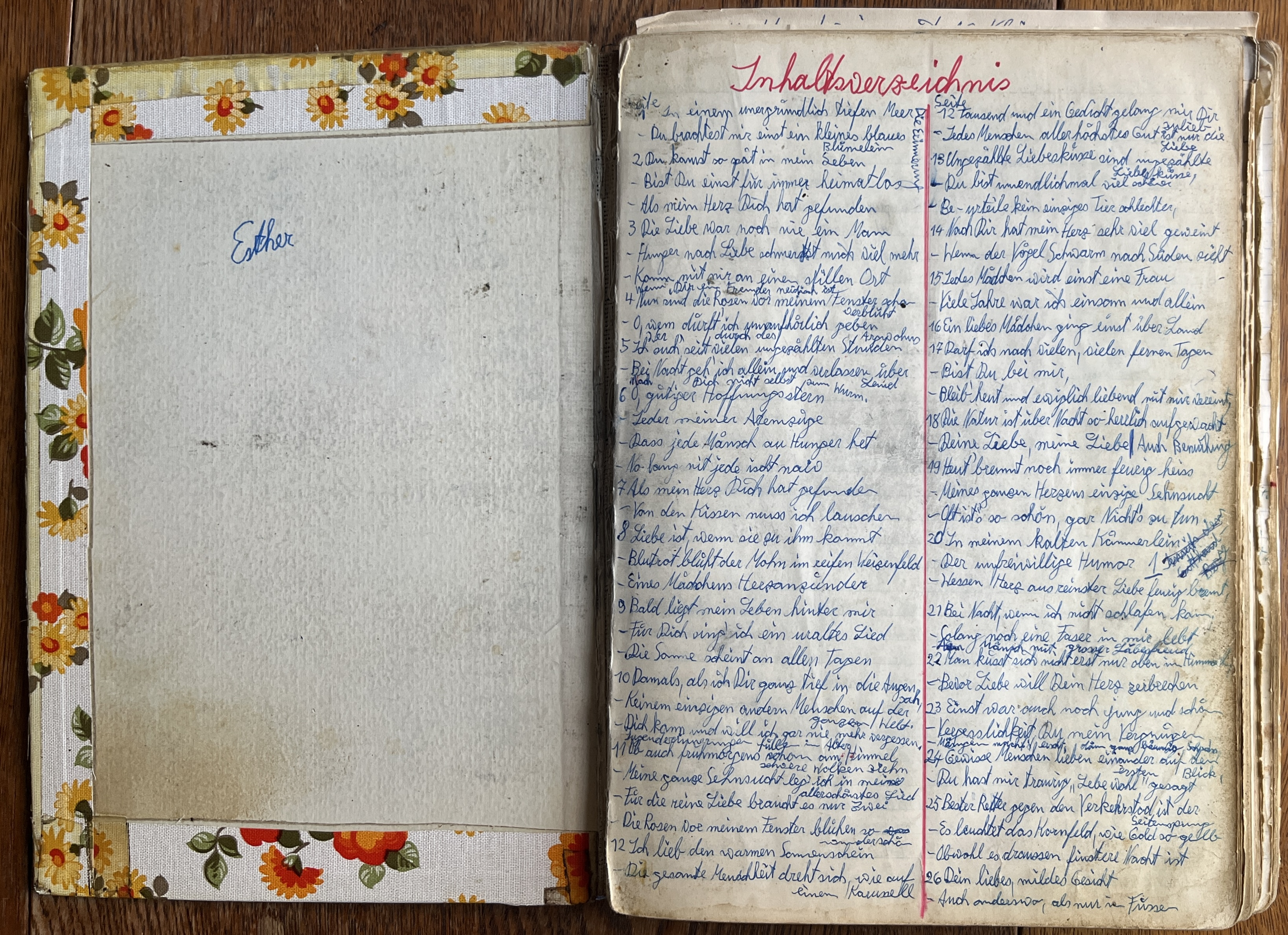
Max Goldinger (1908-1988), Journal personnel, manuscrit (collection particulière)